# Steinabad

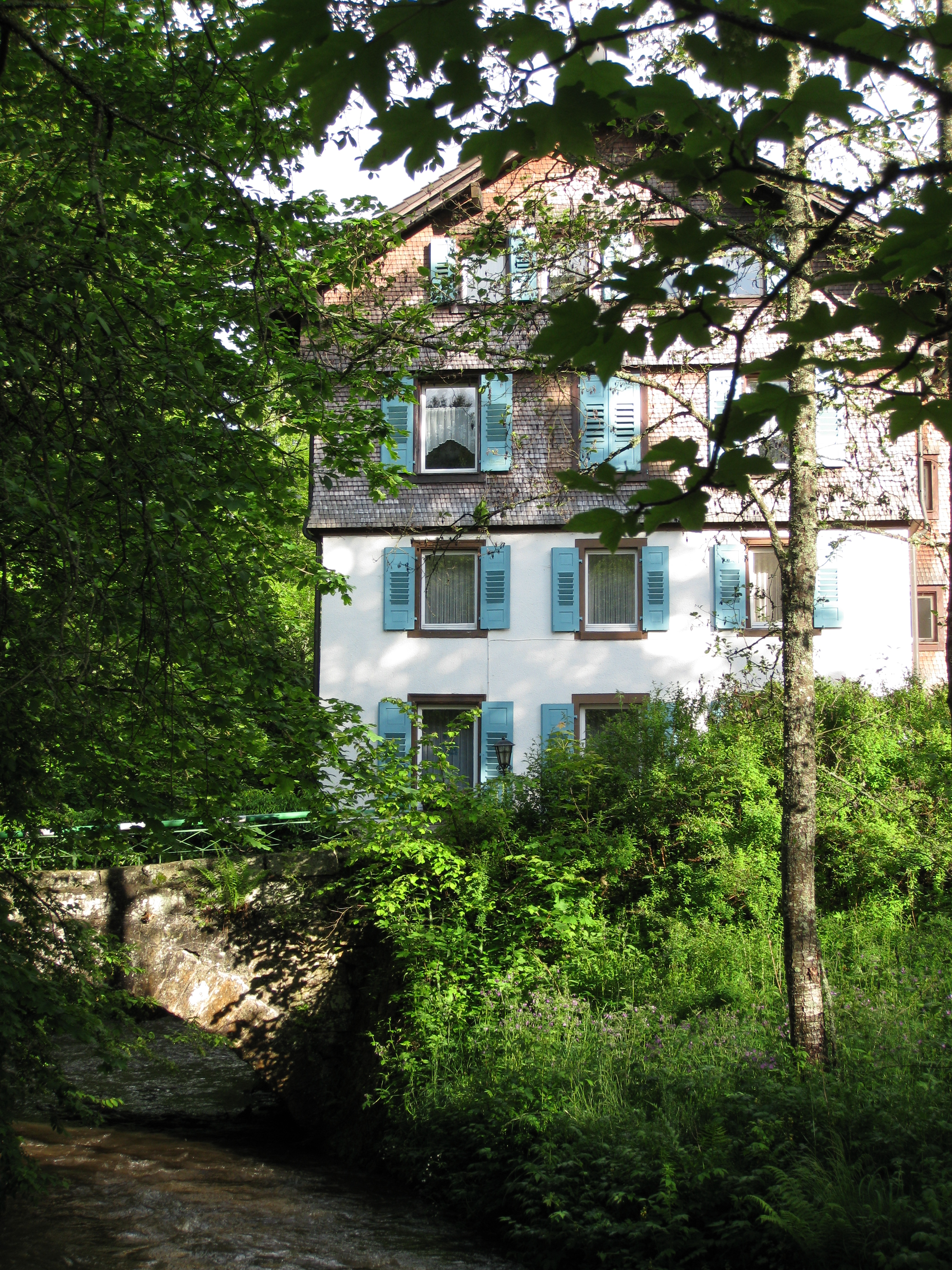
Hauptgebäude des ehemaligen Kurbades Steinabad an der Steina gelegen

Steinabad ist ein ehemaliges Kurbad und heute ein Gästehaus im Steinatal und gehört zur Stadt Bonndorf im Schwarzwald. Die Siedlung liegt in der Talsohle links der Steina etwas unterhalb der Steinamühle bzw. der Steinasäge.

## Geschichte
In der Phase der Gründerzeit versuchten sich viele Schwarzwaldorte zu Curorten aufzuschwingen. Auch Bonndorf schloss sich diesem Trend an, möglicherweise angeregt durch den nahen Kurort Bad Boll in der Wutachschlucht. Besonders der in Bonndorf praktizierende Arzt Josef Wiel verfolgte diesen Gedanken. Der Besitzer der Steinamühle, Benedikt Vogt, errichtete 1870 gegenüber der Mühle ein kleines Kurhaus und gab ihm den Namen Steinabad, obwohl weit und breit keine Thermal- oder Heilquelle zu finden war. Da zwischenzeitlich die gesundheitlichen Vorteile des kalten Bades (Pfarrer Kneipp), der Kuren in Molken oder Milch usw. erkannt worden waren, konnte man auch ohne das Vorhandensein einer Thermal- oder Heilquelle kuren. Um den Charakter eines Bades zu unterstreichen, ließ Vogt an der Steina eine Flussbadeanstalt mit Schwimmbassin anlegen.

### Kurbetrieb
Wiel veröffentlichte 1873 in Zusammenarbeit mit dem Schweizer Kurarzt Meyer-Ahrens ein Buch mit dem Titel Bonndorf und Steinamühle, zwei klimatische Curstationen auf dem Schwarzwald. Dieses Buch beschreibt zum einen die Gegend, Klima und Sehenswürdigkeiten, Gaststätten und Lokale und die medizinischen Indikatoren für die neuen Kurstationen. Die Bemühungen um die Gründung der Kurstation zeigten Wirkung und das Steinabad erhält Gäste aus aller Herren Länder. Der deutsche Philosoph Friedrich Nietzsche, war wohl der prominenteste Besucher des ehemaligen Kurhotels. Vom 16. Juli bis 12. August 1875 weilte er im Steinabad und suchte Heilung und Linderung für seine chronischen Magenbeschwerden. Der Kurbetrieb ging, wie im nahen Bad Boll, zur Jahrhundertwende stark zurück und kam im Ersten Weltkrieg ganz zum Erliegen.

### Übernahme durch den Landkreis Karlsruhe
Nach dem Ersten Weltkrieg übernahm der Verein „Badischer Heimatdank“ (Kriegsbeschädigtenfürsorge) das Steinabad und nahm darin Kriegsbeschädigte und Kriegshinterbliebene zur Erholung auf. 1925 erwarb der Landkreis Karlsruhe auf Betreiben des Oberbürgermeisters von Bruchsal, Karl Stritt (1862–1941), das komplette Anwesen zu einem Kaufpreis von 55.000 Reichsmark. Der Kreis renovierte die Gebäude und errichtete ein Erholungsheim für erholungsbedürftige Kinder. Ab Juli 1926 wurden die ersten 75 Kinder zur Erholung aufgenommen. Üblicherweise nahm das Haus Kinder mit allgemeiner Körperschwäche, Tuberkulosegefahr oder Unterernährung für sechs Wochen auf. In den Folgejahren steigerte sich die Belegung auf 420 Kinder und der Landkreis baute das ehemalige Mühlengebäude mit Gesamtkosten von 80.000 Reichsmark für weitere 50 Kinder aus. Die Jugendfürsorge des Landkreises Karlsruhe stieß mit ihrem Konzept auf breite Anerkennung und das Kinder- und Jugenderholungsheim erfreute sich großer Beliebtheit.
Von 1938 bis 1945 übernahm die Nationalsozialistische Volkswohlfahrt die Leitung des Heims, wobei der Landkreis weiterhin die Kredite tilgen und für Kosten aufzukommen hatte. Mehrmalige Verkaufsversuche scheiterten. Von 1942 bis 1945 diente es als Hilfslazarett und kam danach für zwei Jahre unter die Verwaltung der Französischen Militärregierung.

### Schullandheim
1947 ging das Steinabad wieder in das Eigentum des Landkreises Karlsruhe über. Das Konzept als Kinder- und Jugenderholungsheim wurde zunächst wieder aufgegriffen. 1955 verfügte der Landkreis in seiner Satzung, dass „das Kindererholungsheim Steinabad ausschließlich und unmittelbar gemeinnützige und mildtätige Zwecke verfolgt... durch Gewährung von Heilbehandlung, ärztlicher Betreuung, Unterkunft und Verpflegung an genesungsbedürftige und gesundheitlich gefährdete Kinder.“ 1962 gingen die Belegungszahlen merklich zurück und es wurde schwieriger, Fachpersonal zu gewinnen. 1966 wurde daher das Nutzungskonzept geändert und das Steinabad als Schullandheim des Landkreises Karlsruhe weitergeführt. 1980 investiert der Landkreis rund 1,4 Millionen DM in Umbaumaßnahmen. Die Belegungsquote hingegen nahm kontinuierlich ab und betrug im Jahre 2008 nur noch 30 %. Der Landkreis wollte sich deshalb von seinem Schullandheim trennen und suchte nach einem Käufer für das Objekt.

## Gästehaus Steinabad

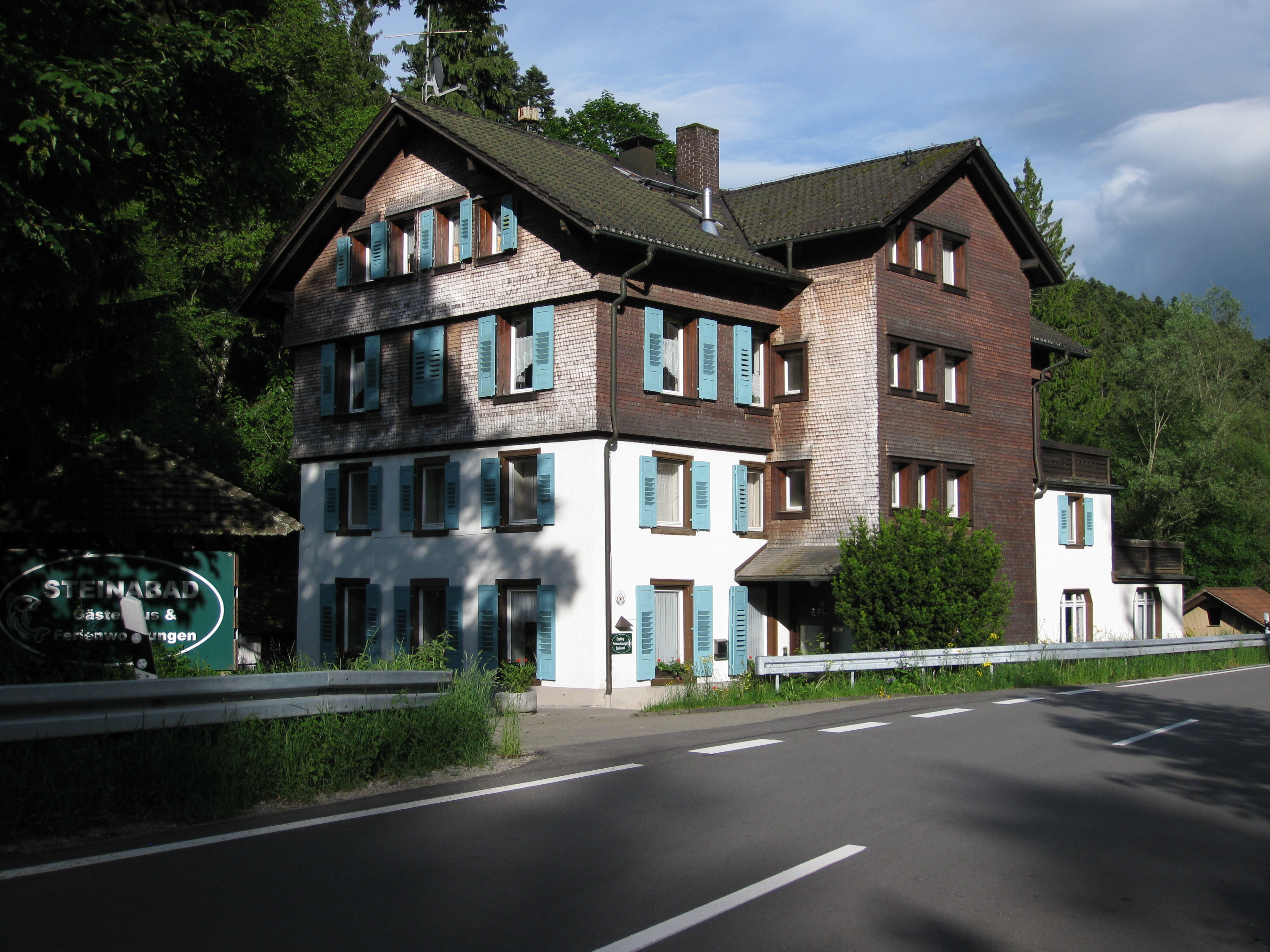
Hauptgebäude des ehemaligen Kurbades Steinabad

Der Verwalter des Schullandheims Steinabad übernahm am 13. Mai 2011 dieses als Pächter und kaufte es zum 6. August 2012. Seitdem betreibt er es als „Gästehaus Steinabad“ mit 10 Ferienwohnungen und zwei Gästehäusern – dem Ökonomiegebäude und dem Karl-Stritt-Bau.